# Dossier médical partagé
Pour les articles homonymes, voir DMP.
Le dossier médical partagé, ou DMP, nommé avant 2015 dossier médical personnel, est un service public français lancé en 2011 permettant de créer un dossier médical en ligne, gratuit et sécurisé.
À partir de juin 2021, il n'a plus été possible de créer de nouveaux DMP. Les patients et les professionnels de santé peuvent consulter les comptes créés avant cette date, ainsi qu'y ajouter des informations. Cette interruption des créations de DMP fut alléguée pour préparer l'arrivée du nouveau service Mon espace santé, plus complet et annoncé pour tous en début d'année 2022, cependant en mai 2022 le déploiement est erratique et irrégulier [citation nécessaire]. Tous les usagers qui disposaient d'un DMP avant le 1er juillet 2021 retrouvent leurs données de santé à l'activation de leur ENS, Mon espace santé,.

## Historique
En 1968, il est évoqué la mise en place d'un dossier médical informatique afin de faire des économies et améliorer les diagnostics.
Le projet est lancé par la loi du 13 août 2004 relative à l'assurance maladie.

### Lancement
Afin de mettre en œuvre le dossier médical partagé, un groupement d’intérêt public (GIP), le Groupement de préfiguration du dossier médical partagé, a été constitué en avril 2005, regroupant l’État (ministère de la Santé), l’Assurance maladie (CNAM) et la Caisse des dépôts et consignations (CDC).
Son expérimentation a commencé au deuxième semestre 2006, et a impliqué médecins libéraux, hôpitaux, et réseaux de soins. Ces derniers ont bénéficié pendant quelques mois de ce dossier informatisé, dont ils autorisaient l'accès éventuel à des médecins ou établissements de santé. Elle s'est légalement terminée le 31 décembre 2006.
S'appuyant sur les conclusions d'un audit des inspections générales des finances, des affaires sociales et du conseil général des technologies de l'information, les ministres de la santé et du budget, Roselyne Bachelot et Éric Woerth, affirment dans un communiqué commun publié lundi 12 novembre 2007, que le gouvernement se « donnera le temps nécessaire » pour relancer le DMP, affirmant que « le projet doit s'inscrire dans une perspective de longue durée ». Les ministres annoncent ainsi l'ouverture d'une concertation qui devra définir une nouvelle feuille de route du DMP courant mars 2008. Ce même audit qualifie également la gestion du projet de « constamment précipitée, souvent improvisée, parfois inconséquente ».
Le gouvernement évalue le délai de mise en œuvre du projet à plusieurs années et va décider de la feuille de route à suivre (voir le « Rapport de la mission de relance du projet de dossier médical personnel »).
Le 12 juin 2008, à la demande du ministre de la Santé, le Comité consultatif national d'éthique rendait un avis — prudent — concernant le DMP dans ses objectifs du moment.

### La relance du DMP
Le 23 juin 2008, le ministre de la Santé annonce la relance du DMP. Le 5 mars 2009, Jean-Yves Robin, le directeur général du GIP-DMP et de la future Agence des systèmes d’information partagés de santé (ASIP Santé) évoque, dans le journal La Tribune le lancement des premiers DMP pour mi-2010 qui seront centralisés dans un premier temps chez un seul hébergeur informatique. Roselyne Bachelot, alors ministre de la Santé et des Sports, annonce le 9 avril 2009 le lancement en 2010 d’une première version du dossier médical personnel.
En février 2010, la Commission des marchés de l’ASIP Santé retient à l’unanimité le consortium industriel mené par les groupes Atos Origin et La Poste, et constitué des sociétés ATOS Worldline SAS, Santeos SA (filiale de Worldline depuis 2007, issue de la société Uni-Médecine créée en 1998), EXTELIA SAS, HSC, SOFTWAY Medical Services, EVALAB, pour l’attribution du marché de l’hébergement du DMP.
Le service du DMP est déployé à partir de décembre 2010. Depuis le 5 janvier 2011, les Français qui le souhaitent peuvent demander la création de leur DMP. Entre 2010 et 2012, 221 éditeurs de logiciels médicaux se sont lancés dans la démarche de DMP-compatibilité et 103 logiciels sont homologués, permettant ainsi la création et l'alimentation par les professionnels de santé,. À partir d'avril 2011 est ouverte la possibilité pour les patients de consulter leur DMP.
Fin 2012, après avoir coûté un demi milliard d'euros, dont 210 millions d’euros investis depuis 2004, le déploiement du DMP est très loin de ses objectifs,. Ce déploiement pouvait être suivi en temps réel aussi bien région par région qu'à travers la liste des établissements proposant ce service.

### DMP2egénération
En avril 2013, la ministre Marisol Touraine parle dorénavant d'un potentiel DMP 2. Au début de 2014, environ 400 000 dossiers ont été créés. Environ 500 millions d'euros ont été investis depuis 2004, essentiellement par l’assurance maladie. Pourtant, d'après un sondage publié en 2013, 83 % des Français sont favorables à son principe. Il est officiellement disponible pour tous à partir du 6 novembre 2018 à la suite d'une annonce de la ministre de la santé, Agnès Buzyn.
Le 13 avril 2015, l'article 25 de la loi de santé confie le dossier à la CNAMTS en lieu et place de l'ASIP, dans cet article le DMP est rebaptisé « partagé » et non plus « personnel », le décret d'application parait le 5 juillet.
Cette évolution législative prévoit notamment :
- Un transfert du dossier à la CNAMTS.
- La possibilité pour les assurés sociaux d'ouvrir directement leur DMP.
- L'intégration des données de remboursement
- Une fonctionnalité blue button permettant au patient de récupérer l'ensemble des données en un clic[29].

Le 6 octobre 2015, le directeur général de la Caisse nationale de l'assurance maladie, Nicolas Revel, annonce un déploiement progressif jusqu'à la fin de l'année 2017. En novembre 2018, la création en ligne du DMP est ouverte.
À partir de 2021, le DMP est progressivement intégré à un nouveau service plus complet, nommé Mon espace santé.

## Objectifs
Le DMP a pour but de mettre à disposition des professionnels de santé, avec l'accord préalable du patient, des informations médicales (antécédents médicaux, résultats de laboratoire d'analyses, imagerie, traitements en cours) en provenance d'autres professionnels de santé (médecin de famille, spécialistes, personnel infirmier ou hospitalier) définissant un profil médical de chaque patient.
Le premier but du DMP fut de fournir au médecin traitant l'information la plus complète pour qu'il puisse proposer le traitement ou les examens les plus adaptés et également d'éviter des redondances inutiles d'examens ou de prescriptions. Le principal obstacle à son emploi reste la lourdeur d'utilisation, la non structuration du contenu, un agrégat de documents PDF non modifiables, un outil non ergonomique, entraînant une non adhésion des médecins et peu d'information des patients. Selon le ministre de la Santé, « la difficulté à laquelle nous sommes clairement confrontés est que les professionnels de santé ne se sont pas appropriés ce dossier médical. »
Un autre objectif est d'accélérer les capacités de l'ensemble des acteurs à produire et à partager des données de santé de manière sécurisée, dans le but de mieux coordonner les soins, ce qui a été handicapé par la mise en place de l'outil
Dans le futur, il pourrait aussi avoir un intérêt épidémiologique et écoépidémiologique pour la surveillance syndromique ; pour la détection précoce de problèmes sanitaires, comme cela est prévu aux États-Unis dès 2013-2014 sur la base d'un guide en cours de validation.

## Création et accès

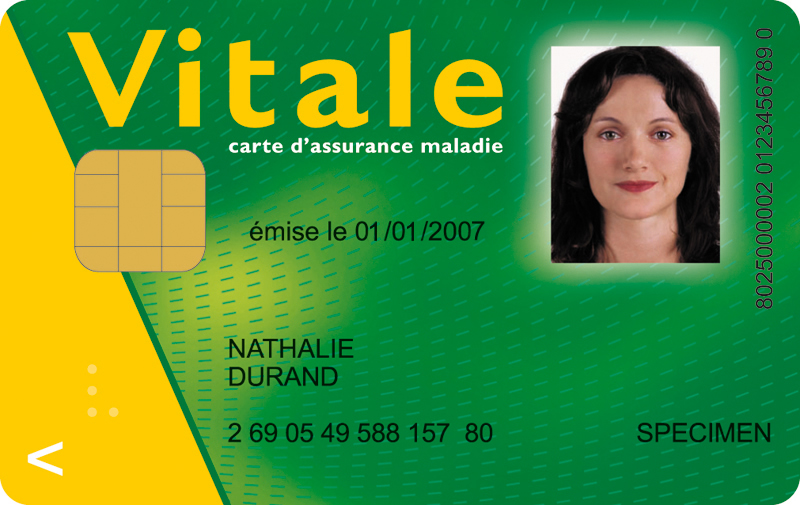
Le patient doit disposer d'une carte Vitale.

La création d'un dossier médical partagé se fait à la demande du patient, par un médecin, ou une structure de soins. Si l'initiative vient du médecin, ou de la structure de soin, le patient doit être informé, et son consentement recueilli. Le médecin, ou la structure de soin doit normalement disposer d'un logiciel compatible. Sinon, il est possible de se connecter directement par Internet sur le dossier.
C'est également par Internet que le patient se connecte, prend connaissance, puis gère son dossier, y compris les droits d'accès des professionnels de santé (médecins, infirmiers, pharmaciens, biologistes...). Le dossier est la propriété du patient.
Le patient doit disposer d'une carte Vitale et d'un identifiant national de santé (INS), fourni à la création du dossier. Le médecin, ou les autres personnels soignants, doivent disposer d'une carte de professionnel de santé et de l'INS du patient si le dossier existe déjà. La sécurité d'accès est assurée par la carte Vitale et par la carte professionnelle de santé. Ce sont des cartes à puce (cartes à microprocesseur), du même type que les cartes bancaires. Toutefois, la carte Vitale n'a pas de code PIN. Son composant « identification, authentification et signature » n'est pas encore activé, pour des questions de coût de gestion, notamment. Dès lors, pour le patient, la sécurité d'accès au DMP repose sur le couple « identifiant (INS) - mot de passe », via une liaison Internet protégée (HTTPS), auquel s'ajoute un code de 6 chiffres du type OTP (one time password). Les données sont hébergées en France.

## Controverses

### Mise en place du DMP
À la suite d’un rapport de la Cour des comptes diffusé en 2012 critiquant les « insuffisances du pilotage et de la gouvernance de la politique publique en matière d’informatisation du système de santé » et avançant un coût de 210 millions d'euros pour le DMP, l’ASIP Santé a publié en 2014 un mémorandum « destiné à fournir sur ce point les données exactes, documentées et vérifiées ».
Depuis la relance du dossier en 2013 par la ministre Marisol Touraine, les DMP sont proposés à la signature par des agents des CPAM dans les sites d'accueil du public des Caisses primaires et toujours au sein des établissements de soins hospitaliers à des patients ou encore les cabinets libéraux. Le patient peut également créer lui-même son DMP depuis le site Ameli ou encore depuis le site mon-dmp.fr.
Le dossier médical partagé est confié à la Caisse nationale de l'assurance maladie des travailleurs salariés (CNAMTS) depuis le 1er janvier 2017.

### Mise en œuvre du DMP
La création et la mise à jour du dossier médical partagé représentent une charge de travail supplémentaire pour le médecin généraliste, notamment. Aucune rémunération particulière n'a été prévue. Ce coût caché est actuellement mis à la charge d'un médecin qui n'est pas le principal bénéficiaire. En 2014, selon le docteur Claude Leicher, président du syndicat de médecins généralistes MG France, « tel qu'il existe aujourd'hui, [le DMP] n'est pas utilisé, et il n'apparaît pas utile dans notre pratique professionnelle au quotidien. » sans amélioration de l'évaluation en 2018 Les premiers bénéficiaires sont le patient pour la qualité des soins, les services d'urgence pour la connaissance du patient, et l'assurance maladie avec les mutuelles santé pour le coût des soins.
Du côté des patients, il y a d'innombrables difficultés pour faire procéder à la destruction du DMP en ligne. Le site du DMP indique d'ailleurs ces difficultés de suppression en ligne. La demande de suppression par courrier est très lourde et nécessite l'expédition d'une lettre avec accusé de réception au coût non négligeable. Les documents demandés (facture d'électricité par exemple) doivent indiquer le nom et le prénom du demandeur sinon le demandeur doit joindre la copie de la pièce d'identité de l'hébergeant ainsi qu'une attestation sur l'honneur ce qui complique et rend la procédure de suppression très lourde pour un public non averti.
D'une manière générale, la Haute Autorité de Santé considère qu'il existe un lien entre la bonne tenue du dossier patient, hospitalier en l'occurrence (composé du dossier médical et du dossier de soins) et la qualité et la sécurité des soins dispensés. « La gestion du dossier du patient » et « l’accès du patient à son dossier » sont considérés comme des « pratiques exigibles prioritaires » pour la certification des établissements de santé.
Dans son rapport sur l'avenir de l'assurance maladie (2017), la Cour des comptes  estime que la messagerie sécurisée de santé, en cours de déploiement par l’Agence des systèmes d’information en santé, et surtout le dossier médical partagé, « ne seront vraiment efficaces que s’ils sont conviviaux, agiles et interopérables et s’ils contiennent toutes les informations utiles pour le traitement des patients. De ce point de vue, le dossier médical partagé, dont la création n’est au demeurant pas obligatoire, risque de se heurter aux réticences des patients, qui peuvent demander que certaines informations n’y figurent pas, et aux difficultés des systèmes d’information hospitaliers pour les alimenter en routine ».

### Risque de piratage
- Le piratage de comptes de professionnel de santé sur Amelipro de mars 22 inquiète la revue prescrire[45], même si pour accéder aux données de santé, il est nécessaire de s'authentifier au moyen d'une carte à puce carte de professionnel de santé et non d'un mot de passe.

## Évaluation
- La revue prescrire retrouve des limites sérieuses aux avantages promus des données de santé centralisées du DMP, en une, en septembre 2022[46], et insiste pour que le patient contrôle le périmètre d'accès à ses informations[47].
- La Quadrature du Net critique un consentement informel des usagers[48].